# Thomas McKennan
Thomas McKean Thompson McKennan, född 31 mars 1794 i New Castle, Delaware, död 9 juli 1852 i Reading, Pennsylvania, var en amerikansk politiker. Han var ledamot av USA:s representanthus från Pennsylvania 1831-1839 och 1842-1843. Han tjänstgjorde som USA:s inrikesminister i augusti 1850 under president Millard Fillmore.
McKennan utexaminerades 1810 från Washington College (numera Washington and Jefferson College). Han studerade sedan juridik och inledde 1814 sin karriär som advokat i Pennsylvania.
McKennan gick med i frimurarfientliga Anti-Masonic Party och blev invald i representanthuset i kongressvalet 1830. Han omvaldes tre gånger. Han bytte parti till whigpartiet och fyllnadsvaldes till representanthuset år 1842. Han efterträddes 1843 som kongressledamot av William Wilkins.
McKennan efterträdde den 15 augusti 1850 Thomas Ewing som inrikesminister. Han meddelade sin avgång redan elva dagar senare. McKennan hade gått med på att tillträda som minister först efter påtryckningar från vänner och politiska bundsförvanter. Han ångrade nästan omedelbart sitt beslut och efterträddes som minister av Alexander Hugh Holmes Stuart.
McKennan avled 1852 och gravsattes på Washington Cemetery i Washington, Pennsylvania.